# 河内本源氏物語校異集成
『河内本源氏物語校異集成』（かわちぼんげんじものがたりこういしゅうせい）は、『源氏物語大成校異編』を補う形で加藤洋介によって作成され、2001年（平成13年）に出版された、河内本とされる写本を中心として『源氏物語』の校異を示した校本である。

## 成立までの経緯
池田亀鑑によって1942年に出版されて以後最もよく使われている源氏物語の校本である『校異源氏物語』及びそれを引き継いだ『源氏物語大成校異編』においては、大島本などの青表紙本系統の写本を底本としており、「簡明を旨とする」との方針の下で漢字と仮名の使い分けや仮名遣いや音便の違いなどは省略されることが多く、また対校本としての河内本（及び別本）の採用は限られたものになっており、さらにその中でも河内本の校異の表示は「元来河内本は青表紙本とは甚だしく相違するものである」ために「青表紙本と同じ基準で校異を採用するとその数はおびただしい数」になるため「本書のような形式ではその全てを掲載するのは不可能である」から「河内本としての性格を明らかにするもの」等に限らたものになっている。源氏物語大成は、源氏物語としては西洋古典学の本文研究の成果を本格的に取り入れた初めての学術的な校本であり、これが完成した当初は、「これで源氏物語本文の研究はほぼ完成した。これからはこの研究結果を元にして（作品論などの）次の段階の研究に進めばよい。」等として源氏物語の本文研究はもはや不必要であるかのような論調すら存在したが、源氏物語の本文研究が進展し、それぞれの研究がより精緻になるに従って、源氏物語大成のこのような点が不十分であるとして問題視されるようになってきた。本書は、河内本源氏物語に関する全校異の集成と、それによって河内本源氏物語の成立過程解明の目途を探ることを目的として、上記の批判に応える形で「源氏物語大成校異篇」の底本を正確に翻刻し直すとともに、底本に対する河内本諸本の校異を「源氏物語大成」で青表紙本に対してとられているのと同程度の基準でまとめ、さらには源氏物語大成で採用されていない河内本系の写本の校異も採録したものである。底本の本文そのものは収録していないため校異源氏物語または源氏物語大成校異編と併用する必要はあるものの、冒頭の「桐壺」巻から最終巻の「夢浮橋」までこの1冊で河内本系写本の源氏物語の異同の全てがわかるようになっている。本書による校異の増補は桐壺巻から幻巻までで約16,000項目、匂宮巻から夢浮橋巻までで約8,300項目に及んでおり、校異の補訂は桐壺巻から幻巻までで約3,600箇所、匂宮巻から夢浮橋巻までで約2,000箇所に及んでいる。
これらの作業は、「河内本源氏物語の諸本調査と校異作成およびそのデータベース化についての研究」・「河内本源氏物語の本文成立史に関する基礎的研究」・「河内本源氏物語の本文成立史に関する基礎的研究」などの形で平成4年度以降文部省（文部科学省）の科学研究費補助金を受けて行われたものであり、その成果は1993年（平成5年）から1997年（平成9年）にかけて「文部省科学研究費補助金研究成果報告書」及びその付録としてまとめられ、以下のような形で私家版として出版された。通常このような報告書はA4判で作成されるが、これら一連の報告書は『源氏物語大成』と併用されることを意図しており、その判型に合わせるためB5判になっている。これらは市販はされなかったものの、国立国会図書館をはじめとする幾つかの図書館に収蔵されて公開されている。
- 『源氏物語大成 校異篇 河内本校異補遺 稿(一)』（桐壺巻から葵巻まで、1993年（平成5年））
- 『源氏物語大成 校異篇 河内本校異補遺 稿(二)』（賢木巻から朝顔巻まで、1994年（平成6年））
- 『源氏物語大成 校異篇 河内本校異補遺 稿(三)』（少女巻から若菜下巻まで、1995年（平成7年））
- 『源氏物語大成 校異篇 河内本校異補遺 稿(四)』（柏木巻から早蕨巻まで、1996年（平成8年））
- 『源氏物語大成 校異篇 河内本校異補遺 稿(五)』（宿木巻から夢浮橋巻まで、1997年（平成9年））

これらの各書は作業の進展に伴って表記方法に改良が加えられたり、直接調査することのできた写本が途中から増えたりしているため、夢浮橋巻までの作業が一旦完成した後に全体を統一した形で書き直し、一冊に仕上げ2001年（平成13年）になって市販されることになったものが本書『河内本源氏物語校異集成』である。
加藤洋介は、定家本（青表紙本）及び別本についても本書と同様の作業を継続して行っており、その成果は定家本源氏物語校異集成（稿）及び別本源氏物語校異集成（稿）としてネット上に公開されている。

## 校異が採用された写本
本書で「河内本」として校異が採用されている写本の写本記号、写本名称、所蔵者等は以下の通りである。
- 御　各筆源氏　東山文庫蔵
- 七　七毫源氏　東山文庫蔵
- 宮　高松宮家本　国立歴史民俗博物館蔵
- 尾　尾州家本　名古屋市蓬左文庫蔵
- 平　平瀬本　文化庁蔵
- 大　大島本　中京大学図書館蔵
- 鳳　鳳来寺本
- 為　為家本　尊経閣文庫・静嘉堂文庫蔵
- 吉　吉田本
- 兼　一条兼良奥書本　天理図書館・書陵部蔵
- 岩　岩国吉川家本　吉川史料館蔵

以下は部分的にのみ採用されている写本であり、これらには元々部分的にのみ残存している写本と青表紙本や別本を含む取り合わせ本であるために本文が河内本である巻のみ採用している写本とがある。
- 学　学習院大学本　学習院大学日本語日本文学科研究室蔵　（帚木）
- 中　中山本　国立歴史民俗博物館蔵　（絵合・行幸）
- 中　中山本　（末摘花）
- 家　伝藤原為家筆本　國學院大學図書館蔵　（花宴）
- 玉　玉里文庫本　鹿児島大学付属図書館蔵　（花宴・松風）
- 海　源氏古注　（葵）[5]
- 家　伝藤原為家筆本　彦根城博物館蔵　（明石）
- 曼　曼殊院本　曼殊院蔵　（蓬生・関屋・薄雲）
- 天　伝藤原為家筆本　天理図書館蔵　（蓬生）
- 保　保坂本　東京国立博物館蔵　（松風・蛍）
- 冷　伝冷泉為相筆本　日本大学蔵　（松風）
- 国　国冬本　天理図書館蔵　（松風・若菜下・椎本・総角）
- 蓬　伝越部局筆本　名古屋市蓬左文庫蔵　（松風）
- 東　東洋大学図書館蔵本　（少女・玉鬘）
- 冷　伝冷泉為相筆本　河野信一記念文化館蔵　（玉鬘）
- 飯　飯島春敬氏旧蔵本　書芸文化院蔵　（初音）
- 富　伝藤原為家筆本[6]　（常夏）
- 天　甘露寺親長筆本　天理図書館蔵　（梅枝）
- 青　伝藤原為家筆本[7]　日本大学蔵　（藤裏葉）
- 谿　伝二条為氏筆本[8]　日本大学蔵　（柏木）
- 俊　伝藤原俊成筆本[9]　天理図書館蔵　（鈴虫）
- 加　加治井宮家旧蔵本　天理図書館蔵　（夕霧）
- 蓬　蓬左文庫本　名古屋市蓬左文庫　（竹河）
- 前　伝津守國冬・慈覚筆本　尊経閣文庫蔵
- 静　伝藤原為家筆本　静嘉堂文庫蔵　（浮舟）

### 巻ごとの校合に採用された写本
源氏物語大成において河内本として採用された写本については松風巻の保坂本のような河内本であることについて疑問が出されているものについても注記を加えた上でそのまま採用されている。
| 巻序 | 巻名   | 源氏物語大成に収録されている写本                                   | 源氏物語大成に収録されていない写本  |
| ---- | ------ | ------------------------------------------------------------------ | ----------------------------------- |
| 1    | 桐壺   | 高松宮家本 尾州家本 平瀬本 大島本 為家本                           | 岩国吉川本 兼良本                   |
| 2    | 帚木   | 七毫源氏 高松宮家本 尾州家本 平瀬本 大島本                         | 岩国吉川本 学習院大学本             |
| 3    | 空蝉   | 七毫源氏 高松宮家本 尾州家本 平瀬本 大島本                         | 岩国吉川本                          |
| 4    | 夕顔   | 七毫源氏 高松宮家本 尾州家本 大島本 鳳来寺本                       | 岩国吉川本 兼良本                   |
| 5    | 若紫   | 七毫源氏 高松宮家本 尾州家本 大島本 鳳来寺本                       | 岩国吉川本                          |
| 6    | 末摘花 | 七毫源氏 高松宮家本 尾州家本 平瀬本 大島本 鳳来寺本                | 岩国吉川本 中山本                   |
| 7    | 紅葉賀 | 七毫源氏 高松宮家本 尾州家本 平瀬本 大島本 兼良本                  | 岩国吉川本                          |
| 8    | 花宴   | 高松宮家本 尾州家本 平瀬本 大島本                                  | 岩国吉川本 為家本 玉里文庫本 兼良本 |
| 9    | 葵     | 七毫源氏 高松宮家本 尾州家本 大島本 源氏古注                       | 岩国吉川本 兼良本                   |
| 10   | 賢木   | 七毫源氏 高松宮家本 尾州家本 平瀬本 大島本                         | 岩国吉川本 兼良本                   |
| 11   | 花散里 | 七毫源氏 高松宮家本 尾州家本 平瀬本 大島本 鳳来寺本                | 岩国吉川本 兼良本                   |
| 12   | 須磨   | 七毫源氏 高松宮家本 尾州家本 平瀬本 大島本                         | 岩国吉川本 兼良本                   |
| 13   | 明石   | 七毫源氏 高松宮家本 尾州家本 平瀬本 大島本 御物本                  | 岩国吉川本 彦根城為家本             |
| 14   | 澪標   | 七毫源氏 高松宮家本 尾州家本 大島本 御物本                         | 岩国吉川本 兼良本                   |
| 15   | 蓬生   | 七毫源氏 高松宮家本 尾州家本 大島本 鳳来寺本 曼殊院本              | 天理為家本 兼良本                   |
| 16   | 関屋   | 七毫源氏 高松宮家本 尾州家本 大島本 鳳来寺本 御物本 曼殊院本       | 兼良本                              |
| 17   | 絵合   | 七毫源氏 高松宮家本 尾州家本 大島本 兼良本                         | 岩国吉川本 中山本                   |
| 18   | 松風   | 七毫源氏 大島本 御物本 保坂本 国冬本 為相本                        | 越部局本 玉里文庫本 兼良本          |
| 19   | 薄雲   | 七毫源氏 高松宮家本 尾州家本 大島本 曼殊院本                       | 兼良本                              |
| 20   | 朝顔   | 高松宮家本 尾州家本 大島本                                         | 岩国吉川本 兼良本                   |
| 21   | 少女   | 七毫源氏 高松宮家本 尾州家本 大島本 鳳来寺本 御物本                | 東洋大学本 吉田本                   |
| 22   | 玉鬘   | 七毫源氏 高松宮家本 尾州家本 平瀬本 大島本 鳳来寺本 御物本         | 東洋大学本 吉田本 河野本            |
| 23   | 初音   | 高松宮家本 尾州家本 御物本 飯島本                                  | 岩国吉川本 大島本 鳳来寺本          |
| 24   | 胡蝶   | 七毫源氏 高松宮家本 尾州家本 平瀬本 大島本 鳳来寺本 御物本         | 岩国吉川本                          |
| 25   | 蛍     | 七毫源氏 高松宮家本 尾州家本 平瀬本 大島本 保坂本                  | 岩国吉川本                          |
| 26   | 常夏   | 高松宮家本 尾州家本 平瀬本 大島本 鳳来寺本 御物本 為家本           | 岩国吉川本                          |
| 27   | 篝火   | 七毫源氏 高松宮家本 尾州家本 平瀬本 大島本 鳳来寺本                | 岩国吉川本                          |
| 28   | 野分   | 七毫源氏 高松宮家本 尾州家本 平瀬本 大島本 鳳来寺本                | 岩国吉川本                          |
| 29   | 行幸   | 七毫源氏 高松宮家本 尾州家本 大島本 鳳来寺本                       | 岩国吉川本 中山本                   |
| 30   | 藤袴   | 高松宮家本 尾州家本 平瀬本 大島本 鳳来寺本                         | 岩国吉川本                          |
| 31   | 真木柱 | 七毫源氏 高松宮家本 尾州家本 平瀬本 大島本 鳳来寺本                | 岩国吉川本 兼良本                   |
| 32   | 梅枝   | 七毫源氏 高松宮家本 尾州家本 大島本 鳳来寺本                       | 岩国吉川本 甘露寺親長本             |
| 33   | 藤裏葉 | 七毫源氏 高松宮家本 尾州家本 平瀬本 大島本 鳳来寺本                | 岩国吉川本 為家本                   |
| 34   | 若菜上 | 高松宮家本 尾州家本 平瀬本 大島本 鳳来寺本                         | 岩国吉川本 吉田本 兼良本            |
| 35   | 若菜下 | 七毫源氏 高松宮家本 尾州家本 平瀬本 大島本 鳳来寺本 御物本 国冬本  | 岩国吉川本 吉田本 兼良本            |
| 36   | 柏木   | 高松宮家本 尾州家本 平瀬本 大島本 鳳来寺本 為氏本                  | 岩国吉川本                          |
| 37   | 横笛   | 七毫源氏 高松宮家本 尾州家本 平瀬本 大島本 鳳来寺本 御物本         | 岩国吉川本                          |
| 38   | 鈴虫   | 高松宮家本 尾州家本 大島本 鳳来寺本 御物本 為家本 俊成本           | 岩国吉川本                          |
| 39   | 夕霧   | 七毫源氏 高松宮家本 尾州家本 平瀬本 大島本 鳳来寺本 加持井宮旧蔵本 | 為家本                              |
| 40   | 御法   | 七毫源氏 高松宮家本 尾州家本 平瀬本 大島本 鳳来寺本 御物本 為家本  | 岩国吉川本                          |
| 41   | 幻     | 七毫源氏 高松宮家本 尾州家本 平瀬本 大島本 鳳来寺本 為家本         | 岩国吉川本                          |
| 42   | 匂宮   | 高松宮家本 尾州家本 平瀬本 大島本 鳳来寺本 御物本                  | 岩国吉川本 兼良本                   |
| 43   | 紅梅   | 七毫源氏 高松宮家本 尾州家本 大島本 鳳来寺本 為家本                | 岩国吉川本 兼良本                   |
| 44   | 竹河   | 七毫源氏 高松宮家本 尾州家本 大島本 鳳来寺本 御物本                | 岩国吉川本 蓬左文庫 兼良本          |
| 45   | 橋姫   | 七毫源氏 尾州家本 平瀬本 大島本 鳳来寺本 御物本 為家本             | 岩国吉川本 吉田本 兼良本            |
| 46   | 椎本   | 七毫源氏 高松宮家本 大島本 鳳来寺本 御物本 国冬本                  | 岩国吉川本 兼良本 尾州家本          |
| 47   | 総角   | 七毫源氏 高松宮家本 尾州家本 大島本 鳳来寺本 国冬本                | 岩国吉川本 前田家本 吉田本          |
| 48   | 早蕨   | 七毫源氏 高松宮家本 尾州家本 大島本 鳳来寺本 為家本                | 岩国吉川本 吉田本 兼良本            |
| 49   | 宿木   | 七毫源氏 尾州家本 平瀬本 大島本 鳳来寺本 御物本                    | 岩国吉川本 吉田本                   |
| 50   | 東屋   | 七毫源氏 尾州家本 大島本 鳳来寺本 伝慈寛本                         | 岩国吉川本 吉田本 兼良本            |
| 51   | 浮舟   | 七毫源氏 尾州家本 大島本 鳳来寺本 御物本 伝慈寛本 為家本           | 岩国吉川本 兼良本                   |
| 52   | 蜻蛉   | 七毫源氏 尾州家本 大島本 鳳来寺本 御物本 伝慈寛本                  | 吉田本                              |
| 53   | 手習   | 七毫源氏 尾州家本 平瀬本 大島本 鳳来寺本 御物本 伝慈寛本           | 岩国吉川本 吉田本 兼良本            |
| 54   | 夢浮橋 | 七毫源氏 尾州家本 大島本 鳳来寺本 御物本 伝慈寛本                  | 岩国吉川本 吉田本                   |

## 書誌情報
- 加藤洋介編『河内本源氏物語校異集成』風間書房、2001年（平成13年）2月15日 ISBN 4-7599-1260-6